# Kod Z
Kod Z – zbiór kodów używanych do komunikacji radiowej z użyciem emisji CW, TTY i RTTY. Istnieją różne zestawy kodów Z. Pierwszy, stworzony przez Cable & Wireless Ltd., stosowany był w łączności komercyjnej na początku rozwoju komunikacji przewodowej i radiowej. Kolejny został niezależnie opracowany przez NATO dla potrzeb wojskowych. Istnieją również kody Z używane przez siły zbrojne ZSRR i inne służby.